# Halo Friendlies
Halo Friendlies — женская поп-панк-группа из Лонг-Бич, штат Калифорния, существовавшая с 1997 по 2007 год.

## История
Halo Friendlies были образованы в 1997 году в составе Джудиты Уигнолл (вокал), Шерил Хитч (гитара), Натали Боланос (бас) и Дианы Муди (ударные). Музыкальный стиль коллектива формировался под влиянием как классического рока (The Beatles, Элвис Костелло), так и альтернативного (Sleater-Kinney, The Breeders). Первые записи группы продюсировала лидер южнокалифорнийской панк-рок-группы The Muffs Ким Шэттак.
Во время работы над мини-альбомом Acid Wash состав Halo Friendlies претерпел изменения: на смену бас-гитаристке Шерил Хитч пришла Джинджер Рейс (в будущем получила известность в составе The Smashing Pumpkins). В 2000 году группу оставила барабанщица Диана Муди, место которой заняла Кристина Хок, привнесшая в Halo Friendlies хард-н-хэви-звучание. Коллектив прекратил выпускать диски в 2002 году и спустя пять лет был расформирован.

## Дискография
- Halo Friendlies (1998)[2][3]
- Acid Wash (1999)[4]
- Ghetto Demo (2000)
- Get Real (2002)[5]

## Состав
- Джудита Уигнолл (1997—2007) — вокал
- Шерил Хитч (1997—1999) — гитара
- Натали Боланос (1997—2007) — бас-гитара
- Диана Муди (1997—2000) — ударные
- Джинджер Рейс (1999—2007) — бас-гитара
- Кристина Хок (2000—2003) — ударные
- Клаудия Росси (2003—2007) — ударные